# Таверівська сільська рада
Таве́рівська сільська́ ра́да — адміністративно-територіальна одиниця та орган місцевого самоврядування в Чутівському районі Полтавської області. Адміністративний центр — село Таверівка.

## Загальні відомості
Таверівська сільська рада утворена 27 грудня 1985 року.
- Населення ради: 971 особа (станом на 2001 рік)

## Населені пункти
Сільській раді підпорядковані населені пункти:
- с. Таверівка
- с. Першотравневе
- с. Щасливе

## Склад ради
Рада складається з 12 депутатів та голови.
- Голова ради: Козак Костянтин Петрович
- Секретар ради:

### Керівний склад попередніх скликань
| Прізвище, ім'я, по батькові | Основні відомості                                                                                                  | Дата обрання | Дата звільнення |
| --------------------------- | --- | ------------ | --------------- |
| Павленко Сергій Миколайович | Сільський голова, 1970 року народження, член Соціал-демократичної партії України (об'єднаної)                      | 26.03.2006   | 31.10.2010      |
| Гезей Іван Павлович         | Сільський голова, 1955 року народження, освіта середня загальна, безпартійний                                      | 31.10.2010   | 02.06.2013      |
| Козак Костянтин Петрович    | Сільський голова, 1955 року народження, освіта вища, член політичної партії Всеукраїнське об'єднання «Батьківщина» | 25.10.2015   |                 |

Примітка: таблиця складена за даними сайту Верховної Ради України та ЦВК

### Депутати VII скликання
За результатами місцевих виборів 2015 року депутатами ради стали:

#### За суб'єктами висування
| Суб'єкт висування              | Кількість обраних депутатів | %     |
| ------------------------------ | --------------------------- | ----- |
| Самовисування                  | 11                          | 91.67 |
| Політична партія «Рідне місто» | 1                           | 8.33  |

#### За округами
| № округу | Прізвище, ім'я, по батькові     | Ким висунуто                   | Дата нар.  | Освіта              | Партійна приналежність                                        | Відомості                                |
| -------- | ------------------------------- | ------------------------------ | ---------- | ------------------- | ------------------------------------------------------------- | ---------------------------------------- |
| 1        | Онищенко Віктор Іванович        | Самовисування                  | 04.06.1960 | загальна середня    | безпартійний                                                  | СФГ «Онищенко», голова                   |
| 2        | Кошель Ольга Григорівна         | Самовисування                  | 13.09.1962 | вища                | безпартійна                                                   | Таверівська сільська рада, секретар      |
| 3        | Бобровник Аркадій Володимирович | Самовисування                  | 17.10.1965 | загальна середня    | безпартійний                                                  | тимчасово не працює                      |
| 4        | Марико Ніна Олександрівна       | Самовисування                  | 17.12.1967 | загальна середня    | член політичної партії Всеукраїнське об'єднання «Батьківщина» | Таверівська сільська рада, прибиральниця |
| 5        | Власова Аліна Сергіївна         | Самовисування                  | 27.05.1991 | загальна середня    | безпартійна                                                   | ДНЗ «Антошка», вихователь                |
| 6        | Мотієнко Ірина Олександрівна    | Політична партія «Рідне місто» | 15.02.1977 | вища                | член Політичної партії «Рідне місто»                          | ДНЗ «Антошка», завідувачка               |
| 7        | Кошеленко Оксана Миколаївна     | Самовисування                  | 25.11.1972 | загальна середня    | безпартійна                                                   | Таверівська ЗОШ, прибиральниця           |
| 8        | Гайнікова Ольга Вікторівна      | Самовисування                  | 19.10.1974 | загальна середня    | безпартійна                                                   | Таверівська сільська рада, уповноважена  |
| 9        | Бойко Світла Вікторівна         | Самовисування                  | 14.04.1975 | загальна середня    | безпартійна                                                   | ФОП «Миненко Л. Г.», продавець           |
| 10       | Куркіна Марина Вікторівна       | Самовисування                  | 06.04.1973 | загальна середня    | безпартійна                                                   | тимчасово не працює                      |
| 11       | Бойко Валетин Петрович          | Самовисування                  | 03.02.1972 | професійно-технічна | безпартійний                                                  | тимчасово не працює                      |
| 12       | Герасименко Зоя Іванівна        | Самовисування                  | 08.07.1965 | загальна середня    | безпартійна                                                   | тимчасово не працює                      |